# Фріц Брайтгаупт
Фріц Брайтгаупт (нім. Fritz Breithaupt; 5 вересня 1892, Бромберг — 25 грудня 1944, Ла-Манш) — німецький офіцер, фрегаттен-капітан резерву крігсмаріне (1 вересня 1944). Кавалер Лицарського хреста Залізного хреста з дубовим листям.

## Життєпис
Учасник Першої світової війни. В червні 1920 року демобілізований. Після початку Другої світової війни призваний на флот капітан-лейтенантом і призначений командиром 14-ї флотилії тральщиків. Потім очолив 34-у, пізніше — 12-у, а з жовтня 1942 року — 24-у флотилію тральщиків. Тральщики Брайгаупта успішно діяли в Ла-Манші, брали участь в спробі запобігти висадці союзників у Нормандії.25 грудня 1944 року його корабель був атакований авіацією союзників і Брайтгаупт загинув.

## Нагороди
- Залізний хрест 2-го і 1-го класу
- Почесний хрест ветерана війни з мечами
- Застібка до Залізного хреста
  - 2-го класу (23 грудня 1939)
  - 1-го класу (29 травня 1940)
- Лицарський хрест Залізного хреста з дубовим листям
  - Хрест (3 серпня 1941) — як корветтен-капітан резерву і командир 12-ї мінної флотилії.
  - Дубове листя (№ 387; 10 лютого 1941) — як корветтен-капітан резерву і командир 24-ї мінної флотилії.